# Schlacht am Champion Hill
Die Schlacht am Champion Hill (auch Schlacht am Bakers Creek genannt) war eine Schlacht des amerikanischen Bürgerkrieges. Sie fand am 16. Mai 1863 statt und war die entscheidende Schlacht des zweiten Vicksburg-Feldzugs. In der Schlacht siegte die Tennessee-Armee unter Generalmajor Ulysses S. Grant über die Mississippi-Armee unter Generalleutnant John C. Pemberton.

## Operationsplan
General Joseph E. Johnston, Oberbefehlshaber des westlichen Kriegsschauplatzes der Konföderation, verfügte in der Nähe von Jackson, Mississippi über etwa 11.000 Soldaten. Er befahl Generalleutnant Pemberton, dem Oberbefehlshaber der Mississippi-Armee, der mit ungefähr 22.000 Soldaten bei Bovina an der nahegelegenen Eisenbahnbrücke über den Big Black bereitstand, die Unionsstreitkräfte bei Clinton, Mississippi unverzüglich anzugreifen. Er selbst wollte Grants übrige Truppen angreifen. Anschließend beabsichtigte Johnston seine Truppenteile mit der Mississippi-Armee zu vereinigen und weiter gegen Grant vorzugehen.
Grant seinerseits beabsichtigte, Jackson mit dem XV. Korps unter Generalmajor Sherman einzunehmen und mit den anderen beiden Korps nach Westen anzugreifen.

## Verlauf
Grants Heer hatte sich von Rodney und Bruinsburg kommend zwischen das in Vicksburg isolierte konföderierte Heer Pembertons und die vom Osten her anrückenden konföderierten Entsatztruppen unter Befehl General Johnstons geschoben. Die gegnerischen Versuche, Grant in der Mitte zu zermalmen, scheiterten: dies wurde zum Teil auf die minderwertigen militärischen Fähigkeiten Pembertons zurückgeführt, der bei seinen Ausfällen aus Vicksburg ungeschickt vorging und die zudem nicht an die Vorstöße Johnstons angepasst waren. Eigentlich hatte Johnston Pemberton angewiesen, Vicksburg aufzugeben, da er nach dem erfolgreichen Vormarsch Grants merkte, dass die Garnison nicht zu halten war. Er wollte die Truppen vielmehr mit seinem Heer vereinen und für die Schlacht auf offenem Feld nutzen, ehe sich Grant zwischen sie schieben konnte. Pemberton erhielt diesen Befehl jedoch erst am Morgen des 16. Mai, obwohl Pemberton später aussagte, er habe erst nach der verlorenen Schlacht Kenntnis davon erhalten. Seine Armee besetzte die Stellungen am Champion Hill mit drei Divisionen. Generalmajor Loring hatte im Süden den rechten Flügel, Generalmajor Stevenson den linken Flügel und General Bowen das Zentrum der Stellungen am Hügel eingenommen. Das XIII. Korps der Union ging am 16. Mai befehlsgemäß vorsichtig im Süden gegen die Stellungen der Südstaatler vor. Nachdem die Stellungen der Konföderierten eindeutig erkannt worden waren, forderte Grant den Kommandierenden General Generalmajor McClernand mehrfach auf, sein Vorgehen zu beschleunigen. Dieser vorher als Politiker tätige General erwies sich wenig kooperationsfähig und verzögerte den Anmarsch erheblich. Die Last des Angriffs im Norden lag damit vorerst beim XVII. Korps unter General McPherson. Dessen beide Divisionen unter den Generalen John A. Logan und Crocker griffen die linke Flanke des Gegners an und setzten später zur Umfassung an. Ein Gegenangriff der konföderierten Division Bowen mit einer Brigade unter Brigadegeneral Francis M. Cockrell blieb nach Anfangserfolgen liegen.
Generalmajor Loring, Kommandeur der am Südabschnitt eingesetzten Division wurde vom Rest des Heeres getrennt und wandte sich südwärts nach Crystal Springs. Pemberton musste nach dem Verlust von fast 4000 Mann und 29 Kanonen nach Vicksburg zurückweichen. Die Soldaten der Mississippi-Armee waren durch die sinnlosen Marschbewegungen und die Kämpfe demoralisiert, so dass das Ausweichen teilweise einer Flucht gleichkam.

## Folgen
Durch die Niederlage bei Champion Hill und das Ausweichen in Richtung Vicksburg war eine Vereinigung der beiden Streitkräfte Pembertons und Johnstons nördlich der Eisenbahnlinie und ein gemeinsamer Angriff gegen die Tennessee-Armee obsolet geworden.
Pemberton befahl der Division Bowen am 17. Mai die Eisenbahnbrücke über den Big Black solange zu halten, bis die Division Lorings darüber zurückgegangen war. Die Division des deutschstämmigen General Osterhaus von McClernands Korps griff die konföderierten Kräfte an der Brücke frontal an. Die Konföderierten wurden aus ihren Stellungen geworfen und flohen nach Vicksburg zurück. Die Division Lorings vereinigte sich mit den Truppenteilen Johnstons nördlich von Jackson.
Generalmajor Grant begann nach ersten erfolglosen Angriffen auf die Stadt am 22. Mai die förmliche Belagerung von Vicksburg. Am 18. Juni enthob er seinen Kommandierenden General McClernand des Kommandos und ersetzte ihn durch Generalmajor Ord. Am 4. Juli 1863 kapitulierte die demoralisierte Garnison von Vicksburg gegenüber der Tennessee-Armee. Die Union hatte eines ihrer Kriegsziele erreicht. Die westlichen Gebiete der Konföderation waren vom Rest abgeschnitten, der Mississippi war unter Kontrolle gebracht, der Nachschub auf dem Strom gesichert.